# Echinocereus stoloniferus
Echinocereus stoloniferus är en kaktusväxtart som beskrevs av W.T. Marshall. Echinocereus stoloniferus ingår i släktet Echinocereus och familjen kaktusväxter.

## Underarter
Arten delas in i följande underarter:
- E. s. stoloniferus
- E. s. tayopensis